# Ngo Van
Ngô Văn Xuyết (Tan Lo, perto de Saigon, 1913 – Paris, 1 de janeiro de 2005), também conhecido como Ngô Văn, foi um revolucionário vietnamita que narrou insurreições trabalhistas e camponesas travadas "no fogo cruzado" entre o Partido Comunista da França colonial e o Partido Comunista Indochino de Nguyễn Ái Quốc (Ho Chi Minh). Como militante trotskista na década de 1930, Ngô Văn ajudou a organizar a orla marítima e as fábricas de Saigon, desafiando a "linha de Moscou" seguida pelo Partido, que buscava envolver os empregadores e proprietários de terras indígenas em uma frente nacionalista e os franceses em uma aliança "antifascista" e anti-japonesa. Quando, depois de 1945, novos desafios ao Partido sofreram com represálias de uma política de assassinatos seletivos, Ngô Văn foi para o exílio. Em Paris, experiências compartilhadas com refugiados anarquistas e Poumistas da Guerra Civil Espanhola sugeriram "novas perspectivas radicais". Atraído para os círculos comunistas de Conselho de Maximilien Rubel e Henri Simon, Ngô Văn "se distanciou permanentemente" do modelo do "assim chamado partido dos trabalhadores".

## Militante trotskista, Saigon 1927-1940
Ngô Văn deixou sua aldeia aos 14 anos para trabalhar em uma metalúrgica em Saigon. Ele logo se envolveu em greves trabalhistas e em manifestações em apoio à liberdade de reunião, de imprensa e de educação. Um colega de trabalho com ensino médio lhe introduziu à literatura francesa, ao jornalismo de Nguyen An Ninh e, por fim, a Ho Huu Tuong. Outrora considerado "o teórico do contingente vietnamita [do Partido Comunista] em Moscou", Ho Huu Tuong havia se tornado uma referência no grupo de oposição de esquerda Thang Muoi (outubro). Oposto à linha geral do Partido Comunista do Vietnã e, em particular, à política de frente nacionalista de Nguyễn Ái Quốc, Thang Muoi pediu aos ativistas que se "unissem" aos trabalhadores urbanos comuns e construíssem um partido "de massas".
Em 1936, Ngô Văn separou-se de camaradas dispostos a continuar a cooperação com os "stalinistas" em torno do semanário La Lutte e na apresentação de uma "Lista dos Trabalhadores" comum na eleição do município de Saigon e do conselho da Cochinchina. Com Ho Huu Tuong, ele se juntou à Liga dos Comunistas Internacionalistas para a Construção da Quarta Internacional (formada por Lu Sanh Hanh em 1935). Produziram um periódico semanal chamado Le Militant (que publicou o Testamento de Lenin com suas advertências sobre Stalin, e a polêmica de Trotsky contra a estratégia da Frente Popular) e um boletim agitador, Thay Tho (Trabalhadores Assalariados).
Preocupado com a notória prisao Maison Centrale em Saigon, Ngô Văn ficou perturbado com o caso de Nguyen Trung Nguyet, a prisioneira mais antiga de la. Conforme entendido por Van, Nguyet tinha sido implicada (ao lado de Tôn Đức Thắng, que mais tarde seria o primeiro presidente de um Vietnã unificado) na execução de um jovem camarada pelo Partido. Seu "crime" foi um caso de amor que comprometeu a "devoção total à revolução". Para Văn, era uma ilustração de "como um partido de revolucionários profissionais pode acabar impondo um controle autoritário sobre todos os aspectos da vida".
Entre as prisões, Ngô Văn apoiou as principais greves nas docas e ferroviárias de 1937. A julgar pela freqüência das advertências na imprensa comunista clandestina contra o trotskismo, a influência dos oposicionistas na agitação trabalhista foi "considerável", senão "preponderante". Ele também produziu panfletos em vietnamita condenando os Julgamentos de Moscou e explorando a dinâmica do sindicalismo.
Em abril de 1939 ele estava de volta às ruas, podendo comemorar o que um pesquisador posterior de sua história descreveu como "o único caso antes de 1945 em que a política de "revolução permanente", orientada para a oposição dos trabalhadores e camponeses ao colonialismo, teve sucesso, embora de forma efêmera, contra a 'teoria do palco' stalinista em uma arena pública." Nas eleições para o Conselho colonial de Cochinchina, uma chapa de "Trabalhadores e Camponeses Unidos", liderada por Ta Thu Thau do agora totalmente trotskista agrupamento La Lutte, triunfou igualmente sobre a Frente Democrática do Partido Comunista e os Constitucionalistas "burgueses". Conforme entendido por Van, entretanto, os partidários da Quarta Internacional tiveram sucesso nas urnas por razões relativamente mundanas. A eleição foi principalmente um protesto fiscal, uma rejeição do novo imposto de defesa da Indochina Francesa que o Partido Comunista, no espírito do acordo franco-soviético, se sentiu obrigado a apoiar. O governador-geral Brévié de fato elogiou os stalinistas derrotados que, em contraste com os trotskistas, "entenderam que os interesses das massas anamenses aproximam-as da França".
A abertura política contra o Partido Comunista, tal como foi, foi encerrada com o Pacto Hitler-Stalin de 23 de agosto de 1939. Moscou ordenou o retorno ao confronto direto com os franceses. O Partido obedeceu, desencadeando uma revolta camponesa no sul, de cuja sangrenta repressão Ngô Văn, tendo sido exilado no Delta do Mekong, foi testemunha.

## A Revolta de Saigon de setembro de 1945
A oportunidade para uma luta política aberta voltou com a rendição formal dos ocupantes japoneses em agosto de 1945. Mas os eventos então se moveram rapidamente para demonstrar o relativo isolamento dos trotskistas em Saigon. Văn e seus camaradas tiveram pouca intimidade com os acontecimentos no norte, onde, em Hanói, em 2 de setembro de 1945, Hồ Chí Minh proclamou a República Democrática do Vietnã. A falta de conexão foi tornada "dolorosamente clara" quando eles descobriram que "não tinham como descobrir o que estava acontecendo", após relatos de que na região de carvão de Hongai-Camphai, ao norte de Haiphong, 30.000 trabalhadores (sob o olhar indiferente dos japoneses derrotados) elegeram conselhos para administrar minas, serviços públicos e transporte, e estavam aplicando o princípio da igualdade de remuneração. (Meses depois, eles receberam um relatório de que a "República Democrática" havia - em nome da unidade nacional - esmagado a comuna).
Em Saigon, a iniciativa estava com a frente comunista Viet-Minh (apoiada, relata Ngô Văn, pela liderança da Jeunesse d'Avant-Garde / Thanh Nien Tienphong (Juventude de Vanguarda, um movimento "formidável" que contribuiu para defesa civil e policiamento sob a ocupação japonesa). Somente quando, com o propósito declarado de desarmar os japoneses, o Viet-Minh acomodou o desembarque e o posicionamento estratégico dos Aliados é que forças políticas rivais tiveram vigor. A brutalidade da restauração francesa desencadeou uma revolta geral.
Sob o lema “Terra aos Camponeses! Fábricas para os trabalhadores!," Ngô Văn e seus camaradas se juntaram aos residentes em conselhos populares e em uma "Milícia Operária". No "espírito internacionalista da Liga", os trabalhadores do bonde romperam com seu sindicato, a Confederação Geral do Trabalho (rebatizada pelo Viet Minh como "Trabalhadores pela Salvação Nacional"). Recusando a estrela amarela do Viet-Minh, eles se reuniram sob a bandeira vermelha sem adornos "da emancipação de sua própria classe". Como outras formações independentes, estes foram logo pegos no fogo cruzado quando o Viet-Minh voltou para enfrentar os franceses.
Quando o grupo da Milícia de Ngô Văn se retirou da cidade, eles se aproximaram dos camponeses locais: "explicamos a eles que estávamos lutando não apenas para 'expulsar os franceses', mas também [fazendo distinção com o Viet-Minh] para conseguir livrar-se dos proprietários indígenas, para acabar com o trabalho forçado nos campos de arroz e para libertar os cules." Se não fosse um resgate oportuno, Ngô Văn, capturado em reconhecimento, provavelmente teria sido executado pelos Viet-Minh ao lado de um agrimensor (e apoiador do La Lutte ) condenado por ter ajudado camponeses a dividir terras expropriadas.
"Assediado pela Sûreté na cidade e negado refúgio em um campo dominado pelos dois terrores, os franceses e o Viet-Minh", e sofrendo de tuberculose, na primavera de 1948, Ngô Văn tomou a decisão de embarcar em um navio mercante com destino para Marselha.

## "Novas perspectivas radicais" do exílio
Na França, Ngô Văn encontrou "novos aliados nas fábricas e em outros lugares, entre os franceses, povos colonizados e refugiados da Guerra Civil Espanhola de 1936-1939 - anarquistas e Poumistas [veteranos do POUM, Partido dos Trabalhadores do Marxismo Unificação] que passou por uma experiência paralela à nossa. No Vietnã, como na Espanha, havíamos travado uma batalha simultânea em duas frentes: contra uma potência reacionária e contra um partido stalinista que lutava pelo poder”.
A esses "encontros" Ngô Văn credita "novas perspectivas radicais". Isso o "distanciou permanentemente" do "bolchevismo-leninismo-trotskismo". Uma vez no poder, "os chamados 'partidos dos trabalhadores'" formam "o núcleo de uma nova classe dominante e trazem nada mais do que um novo sistema de exploração". Visitando a Iugoslávia de Tito em 1950, seu ceticismo foi novamente confirmado. A Liga Iugoslava de Comunistas negou-lhe permissão para visitar seus "campos de reeducação".
A primeira casa política de Ngô Văn na França foi a Union Ouvrière Internationale [Associação Internacional de Trabalhadores]. Tendo rompido com o trotskista Parti Communist Internationale por causa de sua "defesa da URSS" como um "Estado operário degenerado", a UOI apoiou Văn na disputa com sua comunidade exilada. "Apesar do assassinato de quase todos os seus camaradas no Vietnã pelos capangas contratados de Ho Chi Minh", os trotskistas vietnamitas adotaram o slogan "Defenda o governo de Ho Chi Minh contra os ataques do imperialismo"
Em " Prolétaires et paysans, retournez vos fusils!" [Trabalhadores e camponeses, virem suas armas para outra direção!], Um artigo de opinião que aparece sob o nome de Dong Vu no jornal trotskista Tieng Tho (Voz dos trabalhadores) (30 de outubro de 1951), Ngô Văn argumentou que, se Ho Chi Minh vencesse o governo fantoche francês Bảo Đại, trabalhadores e camponeses teriam simplesmente mudado de dono. Aqueles com armas nas mãos deveriam lutar pela sua própria emancipação, seguindo o exemplo dos trabalhadores, camponeses e soldados russos que formaram sovietes em 1917, ou dos conselhos de trabalhadores e soldados alemães de 1918-1919.
Em 1952, Ngô Văn e sua parceira Sophie Moen se juntaram a um grupo menos formal em torno do "marxólogo" Maximilien Rubel. Rubel inspirou uma releitura de Marx como um "teórico do anarquismo". Ele também apresentou Văn a outros contemporâneos de Marx, como Soren Kierkegaard e Friedrich Nietzsche, que haviam defendido "novos conjuntos de valores, novas razões para viver, novas normas de atuação, uma nova ética". Văn lembrou que Nietzsche influenciou fortemente Nguyen An Ninh, o jornalista radical e publicitário cuja celebridade despertou pela primeira vez sua própria consciência política no final dos anos 1920 (e que, em um breve encontro na Maison Centrale ',' compartilhou com Văn o "explosivo" Voyage au bout de la nuit (Viagem para o fim da noite) de Céline.
Em 1958, o círculo de estudo e discussão de Ngô Văn - que mais tarde adotou o nome de Grupo Comunista de Conselho - começou a cooperar estreitamente com Henri Simon na OIC (Informations et correspondances ouvrières). O projeto buscou reunir trabalhadores de diferentes empresas que "não tinham mais confiança nas organizações tradicionais da classe trabalhadora". Um núcleo distinto, Regroupement Interenterprises, foi estabelecido, e Văn foi um dos envolvidos. As reuniões organizadas eram pequenas, geralmente entre 10 e 20, mas lentamente começaram a crescer no período que antecedeu 1968.

## Paris, maio de 1968
Em uma onda de tais ações trabalhistas em toda a França, em maio de 1968, Ngô Văn ingressou na ocupação de seu local de trabalho, a fábrica Jeumont-Schneider numa planta de engenharia elétrica em Paris. Desde o início, ele observou que os dirigentes sindicais da CGT (Confédération Générale du Travail) (que formavam a célula do Partido Comunista da fábrica) procuravam manter os trabalhadores isolados dentro da fábrica. Eles rejeitaram alunos e outros visitantes curiosos. Van viu sinais de que, como afirma, testemunharia novamente o sacrificio de interesses de classe em favor das ambições políticas do partido. Era uma preocupação que ele acreditava ter sido confirmada pela aceitação pelos sindicatos de concessões relativamente menores nos acordos nacionais de Grenelle.
Văn reconhece, no entanto, que em sua fábrica a discussão de demandas mais radicais era, na melhor das hipóteses, desconexa. A autogestão do trabalhador foi mencionada, mas seus colegas "se consideraram incapazes de realizar tal tarefa com eficácia". A natureza da economia moderna era tal que a gestão democrática apresentava "um problema mundial", não algo que eles acreditavam "não poderia ser realizado dentro de uma fábrica individual, ou mesmo dentro de um único país". Em geral, "os trabalhadores pouco tinham a dizer".

## Escrita e Reflexões
Ngô Văn aposentou-se em 1978. Ele devotou seus anos restantes pesquisando e relatando a história da luta popular no Vietnã, refletindo sobre sua própria experiência e homenageando seus amigos e camaradas mortos. Ele também estudou na École des Hautes Etudes, obtendo um doutorado em história das religiões.
Ele cobriu os anos de seu próprio envolvimento em uma história substancial, Việt Nam 1920-1945, révolution et contre-révolution sous la domination coloniale [Vietnã 1920-1945, Revolution and Counterevolution under Colonial Domination] (1996), e em um pessoal memória, Au pays de la cloche fêlée: Tribulations d'un cochinchinois à l'époque coloniale [Na terra do sino rachado: tribulações de um vietnamita do sul na era colonial] (2000). Juntamente com as notas para um segundo volume autobiográfico, foi publicado em inglês como In the Crossfire: Adventures of a Vietnamese Revolutionary (2010).
Le joueur de flute et l'oncle Ho - Vietnã 1945-2005 [O tocador de flauta e o tio Ho: Vietnã 1945-2005] (2005) cobre as décadas desde seu exílio. É a história da consolidação do poder do Partido Comunista na "longa guerra" ("A vitória dos 'pequenos heróicos' - que vitória?") E, com referência a greves e outros sinais de revolta, da abertura de a nova economia ao capital estrangeiro.
A última obra concluída de Ngô Văn, escrita em 2004 quando ele tinha 91 anos, foi uma introdução à história das revoltas camponesas na China, com ênfase especial em suas origens taoístas e inspirações utópicas e libertárias. Com Hélène Fleury, ele também trouxe uma coleção de contos populares vietnamitas para crianças.
Em 1998, pela primeira vez desde 1948, Ngô Văn pôde visitar sua terra natal. Mas, apesar de todas as evidências que ele teria testemunhado de meio século anterior de mudanças sociais e econômicas, a agora República Socialista do Vietnã permaneceu para Ngô Văn, antes de mais nada, uma sociedade na qual os produtores "ainda não gozam da propriedade coletiva dos meios de produção, nem [tem] tempo para reflexão, nem possibilidade de tomar as suas próprias decisões, nem meios de expressão”. Questionado sobre por que ele persistia tão "teimosamente" em dar testemunho da história passada, Văn respondeu "Porque o mundo não mudou."

## Trabalhos publicados
- 1937--Vụ án Moscow, nhà xuất bản Chống Trào Lưu, Saigon, (pamphlet in Vietnamese denouncing the Moscow Trials)
- 1976--Divination, magie et politique dans la Chine ancienne [Divination, magic and politics in ancient China] (Paris, PUF, 1976)
- 1995--Revolutionaries They Could Not Break (London, Index Books)
- 1996--Viêt-nam 1920-1945, révolution et contre-révolution sous la domination coloniale (Paris, L’insomniaque; Nautilus, 2000)
- 1997--Une amitié, une lutte, 1954-1996. (Paris, L’insomniaque) (An account of Van’s political work, and friendship, with Maximilien Rubel)
- 2000--Việt Nam 1920-1945, Cách mạng và phản cách mạng thời đô hộ thực dân(Paris, L’insomniaque) (Vietnamese edition of Viêt-nam 1920-1945)
- 2000--Au Pays de la cloche fêlée, tribulations d’un Cochinchinoisà l’époque coloniale, [In the country of the cracked bell: the trials of a Cochinchinese in the colonial age] (Paris, L’insomniaque). (Van’s autobiography, covering the period up to 1945)
- 2001--Contes d'autrefois du Viêt-nam/Chuyện đời xưa xứ Việt, [Vietnamese Tales from Bygone Days] with Helene Fleury, (Paris) (Vietnamese folk tales for children in a bilingual French-Vietnamese edition)
- 2004--Utopie antique et guerre des paysans en Chine, [Ancient utopias and peasant war in China] (Paris, Chat qui Pêche)
- 2005--Le Joueur de flûte et Hô chi Minh, Viêt-nam 1945-2005, [Vietnam 1945-2000: the flute player and Uncle Ho] (Paris-Méditerranée).
- 2005--Au Pays d’Héloïse (Paris, L’insomniaque)
- 2005--In the Crossfire: Adventures of a Vietnamese Revolutionary (Oakland, AK Press) (Translation of Au pays de la cloche with Ngo Van's notes for a second autobiographical volume).